# Prix John-Dos-Passos
Le prix John-Dos-Passos, fondé en 1980 à l'université de Longwood, entend récompenser chaque année un auteur américain ne recevant pas en milieu de carrière toute l'attention qu'il mériterait. Il est désigné en l'honneur du célèbre écrivain américain John Dos Passos.

## Jury
Le prix est décerné par un comité issu du département d'anglais de l'université de Longwood qui inclut par ailleurs le dernier récipiendaire ainsi qu'un critique, un éditeur ou un universitaire notable. L'auteur désigné reçoit la somme de 2000$ ainsi qu'une médaille de bronze gravée à son nom.

## Lauréats
| Année | Auteur                       |
| ----- | ---------------------------- |
| 1980  | Graham Greene                |
| 1981  | Gilbert Sorrentino           |
| 1982  | Robert Stone                 |
| 1983  | Doris Betts (en)             |
| 1984  | Tom Wolfe                    |
| 1985  | Russell Banks                |
| 1986  | John Edgar Wideman           |
| 1987  | Lee Smith                    |
| 1988  | Shelby Foote                 |
| 1989  | Paule Marshall               |
| 1990  | Larry Woidode                |
| 1991  | Elizabeth Spencer            |
| 1992  | William Hoffman              |
| 1993  | Ernest J. Gaines             |
| 1994  | James Welch                  |
| 1995  | Helena Maria Viramontes (en) |
| 1997  | Annie Proulx                 |
| 1998  | Maxine Hong Kingston         |
| 1999  | Eric Kraft (en)              |

| Année | Auteur              |
| ----- | ------------------- |
| 2000  | Jill McCorkle       |
| 2001  | Madison Smartt Bell |
| 2002  | Randall Kenan (en)  |
| 2003  | Richard Powers      |
| 2004  | Maureen Howard (en) |
| 2005  | Tim Gautreaux       |
| 2006  | Kent Haruf          |
| 2008  | Allen Wier (en)     |
| 2009  | Robert Bausch (en)  |
| 2010  | Percival Everett    |
| 2011  | Mat Johnson         |
| 2012  | Colson Whitehead    |
| 2013  | Sherman Alexie      |
| 2014  | Ruth Ozeki          |
| 2015  | Paul Beatty         |
| 2016  | Danzy Senna (en)    |
| 2017  | Chang-Rae Lee       |
| 2018  | Karen Tei Yamashita |